# 파오차이

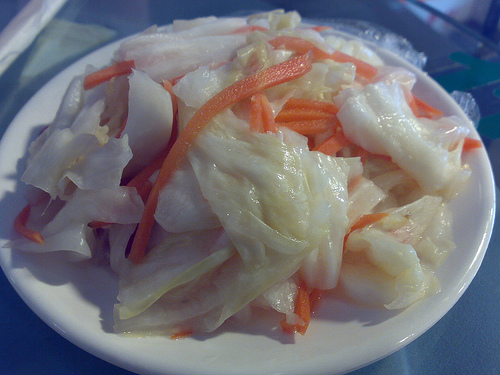
파오차이

파오차이(중국어: 泡菜, 한어 병음: Pàocài, 웨이드-자일스: P'ao4 ts'ai4)는 채소를 염장한 중국의 절임 요리이다. 서양의 피클이나, 일본의 쓰케모노와 같은 음식으로서 쓰촨 파오차이가 유명하다.

## 김치 예속화 논란
2020년 11월 이후 중국 네티즌들은 "김치는 중국의 파오차이를 한국이 훔쳐 이름만 바꾼 것"라며 주장했고, 2021년 1월 6일 리쯔치라는 중국 유명 유튜버가 김치를 만들고, 김치에 탕을 넣은 모습을 보여줬는데 #ChineseCuisine, #ChineseFood라는 해시태그로 인해 마치 김치를 중국 음식이라 소개하여 논란이 불거졌다. 영국방송공사 측에서도 중국의 주장이 허위사실이라고 주장했다.
이에 농림축산식품부는 김치는 파오차이와 관련이 없다고 밝혔는데 김치는 2001년 코덱스(국제식품규격위원회)에서 세계 규격으로 채택되었고 배추에 고춧가루, 마늘, 생강, 파 등으로 만든 양념으로 버무려 발효시킨 제품이라 명시한 반면 파오차이는 2020년 국제 표준화 기구에 채택되었고 배추류나 겨자줄기, 롱빈(줄콩), 고추, 당근 등을 소금에 절인 채소임에도 ISO/FDIS 24220 문서에서 "이 문서는 김치에는 적용되지 않는다"라고 명시되었다.

## 같이 보기
- 둥차이
- 셴차이
- 쏸차이
- 자차이